# The Dirty Mac
The Dirty Mac var en brittisk supergrupp som bildades 1968 på initiativ av John Lennon för The Rolling Stones TV-special The Rolling Stones Rock and Roll Circus. Ett album baserad på TV-specialen utgavs 1996. En DVD lanserades 2004.

## Medlemmar
- John Lennon – gitarr och sång (från The Beatles)
- Keith Richards – basgitarr (från The Rolling Stones)
- Eric Clapton – sologitarr (från Cream)
- Mitch Mitchell – trummor (från The Jimi Hendrix Experience)

Övriga
- Yoko Ono – sång (på "Whole Lotta Yoko")
- Ivry Gitlis – fiol